# Lasius subglaber
Lasius subglaber es una especie de hormiga del género Lasius, tribu, Lasiini, orden Hymenoptera. Fue descrita por Emery en 1893.

## Distribución
Se distribuye por Canadá y Estados Unidos.

## Hábitat
Habita en páramos costeros de granito y en nidos. Se ha encontrado a elevaciones de 5-61 metros.